# جیمی تروتر
جیمی تروتر (انگلیسی: Jimmy Trotter; ۲۵ نوامبر ۱۸۹۹ – ۱۷ آوریل ۱۹۸۴) بازیکن و مربی فوتبال اهل انگلستان بود.
از باشگاه‌هایی که در آن بازی کرده‌است می‌توان به باشگاه فوتبال بری و باشگاه فوتبال شفیلد ونزدی اشاره کرد.